# Liste der Kulturdenkmale in Oberlosa

Lage des Ortsteils Oberlosa in Plauen

In der Liste der Kulturdenkmale in Oberlosa sind die Kulturdenkmale des Plauener Ortsteils Oberlosa verzeichnet, die bis August 2019 vom Landesamt für Denkmalpflege Sachsen erfasst wurden (ohne archäologische Kulturdenkmale). Die Anmerkungen sind zu beachten.
Diese Aufzählung ist eine Teilmenge der Liste der Kulturdenkmale in Plauen.

## Liste der Kulturdenkmale in Oberlosa
| Bild           | Bezeichnung | Lage                              | Datierung                                               | Beschreibung | ID       |
| -------------- | --- | --------------------------------- | ------------------------------------------------------- | --- | -------- |
|                | Friedhofsportal, Reste der Friedhofsmauer, Grabmal des Stöckigter Rittergutsbesitzers Biermann, Grabmal für Familie Beier sowie zwei Kriegerdenkmale für die Gefallenen des Ersten und des Zweiten Weltkrieges | Kirchplatz (Karte)                | Nach 1858 (Friedhofsbestandteil); 1919 (Kriegerdenkmal) | Ortsgeschichtlich von Bedeutung. - Das Tor des Friedhofs Oberlosa hat die Inschrift: „Eingang zum ewigen Frieden erbaut im Jahre 1858“. Es ist ein vom Klassizismus beeinflusstes Steinbogentor, weiß und gelb (gold) gestrichen, mit zwei schmiedeeisernen Flügeln, darüber ein Kreuz. - Reste der Friedhofsmauer führen zum Grabmal des ehemaligen Rittergutsbesitzers Biermann des Rittergutes Stöckigt: Theumaer Schiefer mit vertiefter Schrift, keine gestalterische Besonderheit - Grabmal für Familie Beier: Grabstein mit trauernder weiblicher Figur, Galvanoplastik - Kriegerdenkmal Zweiter Weltkrieg: Kreuz mit Inschrift „Den Opfern des 2. Weltkrieges“, Schrift eingemeißelt, Granit. Dieses Grabmal war ursprünglich das Grabmal des Rittergutsbesitzers Zeidler, auf dieses wurde nur die Gedenktafel für die Gefallenen des 2. Weltkrieges aufgebracht. - Kriegerdenkmal Erster Weltkrieg: einfacher, grob behauener Stein, Grünstein, Inschrift „Ihren im Weltkrieg gefallenen Helden die dankbare Gemeinde Oberlosa 1914 – 1918“ | 09246968 |
|                | Wohnstallhaus, Scheune, Seitengebäude und Heiste eines Bauernhofes | Kirchplatz 4 (Karte)              | Kern 18. Jahrhundert                                    | Integraler Bestandteil der Ortskernstruktur, heimatgeschichtliche Bedeutung. - Wohnhaus: eingeschossig, Satteldach, Umschrot, Schiffchenkehlung flach am Umschrot, giebelständig verlängert - Scheune: teilweise Bruchstein bzw. Fachwerk verbrettert, ausgeblockt, Satteldach - Seitengebäude: Erdgeschoss Bruchstein, verbrettertes Fachwerk Obergeschoss, Satteldach | 09246970 |
|                | Gasthof Oberlosa (Zum Schwarzen Adler) | Kirchplatz 7 (Karte)              | 1912 vermutlich überformt                               | Der Gasthof, entworfen von Paul Dreier für Otto Lindner, ist ein eingeschossiger Putzbau mit Elementen des Reformstils. Hohes Mansardwalmdach mit Ausbauten, rundbogiger Eingang mit Schlussstein durch Pilaster gerahmt, Eingang zurückversetzt, Korbbogenabschluss mit Schlussstein (schwarzer Adler). Neben dem Eingang eine weitere Öffnung (Einfahrt). Der Dachbereich dominiert durch ein zweiachsiges Zwerchhaus mit ovalem Fenster im Giebeldreieck. Kleinteilig gesprosste Fenster. Baugeschichtliche und ortsgeschichtliche Relevanz. | 09246965 |
|                | Wohnstallhaus | Kirchplatz 8 (Karte)              | Vor 1800, teilweise erneuert                            | Traditionelles bäuerliches Wohnhaus mit Umschrot, baugeschichtlich und heimatgeschichtlich von Bedeutung, Bestandteil der Ortskernstruktur. Der eingeschossige Massivbau mit verbretterten Giebeln ist baulich interessant durch einen Kniestock mit Umschrot. Das Erdgeschoss wurde wohl einst massiv ersetzt und ist nicht so alt wie die Dachkonstruktion (diese vor 1800). | 09246966 |
|                | Wohnstallhaus | Kirchplatz 9 (Karte)              | Um 1800 erbaut, Umbau 1897                              | Zur ursprünglichen Dorfbebauung (Ortsplatz) gehörendes traditionelles bäuerliches Wohnhaus von heimatgeschichtlicher Bedeutung. Erdgeschoss massiv, Fachwerk-Obergeschoss, Giebeldreieck verbrettert, Satteldach. Baumaßnahmen durch Richard Dammhäuser 1897 für Ernst Hofmann. | 09246967 |
| Weitere Bilder | Stephanuskirche mit Ausstattung | Kirchplatz 11a (Karte)            | 1782–1786 (Kirche); 1788 (Orgel)                        | Das Ortsbild prägender verputzter Saalbau, Trampeli-Orgel, baugeschichtlich und ortsgeschichtlich von Bedeutung. Saalkirche mit östlich aufgesetztem Glockenturm, errichtet 1782–1786 als spätbarocker Bau anstelle eines 1780 abgetragenen Vorgängerbaues. Der siebenachsige Kirchenbau auf rechteckigem Grundriss (Ortabschluss) mit Walmdach, darin Turm mit Uhr, Glockengeschoss, Abschluss durch Welsche Haube mit Laterne. Schlanke und hohe Segmentbogenfenster, gut durchgebildete Lisenengliederung, Türen mit Segmentbogenverdachung. Der flachgedeckte Saal mit zweigeschossigen bemalten Emporen an Nord- und Südseite. Bauzeitliche Ausstattung: Trampeli-Orgel (Prospekt 1788, Technik 1932), Gestühl, Kanzelaltar mit Darstellung Auge Gottes, flankiert von Pfeilern und Säulen mit korinthischen Kapitellen und Schnitzwerk. Neben Altar beiderseits Logenprospekte. Hölzerner Taufstein von 1894 (in Vasenform, Marmorimitation, Akanthusblattmotive, auf Deckel Lesepult), in dem Jahr auch Innenausmalung (neu 1933). Instandsetzungen 1843, 1933 und 1997–2007. Am 17. September 2011 anlässlich des 225-jährigen Jubiläums auf den Namen Stephanuskirche geweiht. | 09246964 |
|                | Ehemaliges Brauhaus, später Wohnhaus | Kirchplatz 17 (Karte)             | Um 1800, eventuell davor                                | Das ehemalige Brauhaus des Ritterguts Oberlosa entstand wohl um 1800. Es ist ein zweigeschossiger breitgelagerter Putzbau mit Walmdach; der Hauseingang in der Mitte der Traufseite mit verjüngendem Rundbogen. In den 1930er Jahren wurde das Brauhaus zu Wohnzwecken umgebaut. Das Gebäude gehört zu den baulichen Resten des einst bedeutenden Guts. | 09246962 |
| Weitere Bilder | Herrenhaus des Rittergutes sowie Mauer mit Tor zum Park (vermutlich aufgehendes Mauerwerk eines abgebrochenen Nebengebäudes) und Park mit zwei Teichen und Allee                                               | Kirchplatz 19 (Karte)             | 1904 (Herrenhaus)                                       | Teile eines Rittergutes, von baugeschichtlicher und ortsgeschichtlicher Bedeutung. - Herrenhaus: zweigeschossiger Putzbau auf gedrungen rechteckigem Grundriss, Pilaster mit Putznutung an Gebäudeecken, im ersten Obergeschoss kleiner Balkon mit schmiedeeisernem Gitter als Überdachung des Hauseingangs, neubarocke Gestaltungselemente, Hauseingang flankiert von Säulen, Balkon wird durch volutenartige Kragsteine gestützt, über Tür Sandsteinverkleidung mit Inschrift „1904 W. A. Z. Architekt W. Sax ...Deo“, weiter Bärendarstellung, zweiflügelige Haustür mit Ziervergitterung mit sprossengeteiltem Oberlicht, Mansardwalmdach, Kern des Gebäudes älter - Gutspark: an Gut anschließend, englischer Park, Kastanienallee, zwei Teiche, gestaltete Anlage um ehemaligen „Wallteich“ südöstlich des Gutes sowie Allee zwischen dem Wallteich und dem zweiten Teich, der vermutlich in die ursprüngliche Gartengestaltung einbezogen war | 09301238 |
| Weitere Bilder | Steinkreuz | Neue Plauensche Straße (Karte)    | Vor 1500                                                | Das wohl spätmittelalterliche Steinkreuz ist ein Mord- und Sühnekreuz, ein frühes Zeugnis niederer Gerichtsbarkeit von exemplarischem Wert. 1,05 Meter hohes Steinkreuz aus Granit auf Verkehrsinsel. Unterschiedlich lange Kreuzarme mit gerundeten Enden, auf einer Seite drei Zentimeter lange Kerbe, mehrfach durch Anfahren beschädigt und wiederhergestellt | 09246972 |
|                | Villa mit Park und Einfriedung | Neue Plauensche Straße 90 (Karte) | 2. Hälfte 19. Jahrhundert erbaut, um 1905 überformt     | Bemerkenswerter historisierender Putzbau, Einflüsse des Landhausstils, unter anderem von baugeschichtlicher Bedeutung. Villa mit unregelmäßigem Grundriss und heterogener Dachlandschaft, prägender Rundturm und weiteres Türmchen mit Welscher Haube, große Treppenanlage mit Geländer, Zierfachwerk, Garagenbereich überformt, prachtvoller Garten mit altem Baumbestand und alter Wegeführung, stärker überwuchert. | 09246959 |

## Tabellenlegende
- Bild: Bild des Kulturdenkmals, ggf. zusätzlich mit einem Link zu weiteren Fotos des Kulturdenkmals im Medienarchiv Wikimedia Commons. Wenn man auf das Kamerasymbol klickt, können Fotos zu Kulturdenkmalen aus dieser Liste hochgeladen werden:
- Bezeichnung: Denkmalgeschützte Objekte und ggf. Bauwerksname des Kulturdenkmals
- Lage: Straßenname und Hausnummer oder Flurstücknummer des Kulturdenkmals. Die Grundsortierung der Liste erfolgt nach dieser Adresse. Der Link (Karte) führt zu verschiedenen Kartendiensten mit der Position des Kulturdenkmals. Fehlt dieser Link, wurden die Koordinaten noch nicht eingetragen. Sind diese bekannt, können sie über ein Tool mit einer Kartenansicht einfach nachgetragen werden. In dieser Kartenansicht sind Kulturdenkmale ohne Koordinaten mit einem roten bzw. orangen Marker dargestellt und können durch Verschieben auf die richtige Position in der Karte mit Koordinaten versehen werden. Kulturdenkmale ohne Bild sind an einem blauen bzw. roten Marker erkennbar.
- Datierung: Baubeginn, Fertigstellung, Datum der Erstnennung oder grobe zeitliche Einordnung entsprechend des Eintrags in der sächsischen Denkmaldatenbank
- Beschreibung: Kurzcharakteristik des Kulturdenkmals entsprechend des Eintrags in der sächsischen Denkmaldatenbank, ggf. ergänzt durch die dort nur selten veröffentlichten Erfassungstexte oder zusätzliche Informationen
- ID: Vom Landesamt für Denkmalpflege Sachsen vergebene, das Kulturdenkmal eindeutig identifizierende Objekt-Nummer. Der Link führt zum PDF-Denkmaldokument des Landesamtes für Denkmalpflege Sachsen. Bei ehemaligen Kulturdenkmalen können die Objektnummern unbekannt sein und deshalb fehlen bzw. die Links von aus der Datenbank entfernten Objektnummern ins Leere führen. Ein ggf. vorhandenes Icon  führt zu den Angaben des Kulturdenkmals bei Wikidata.